# Callimetopus ornatus
Callimetopus ornatus es una especie de escarabajo longicornio del género Callimetopus,  subfamilia Lamiinae. Fue descrita científicamente por Schultze en 1934.
Se distribuye por Filipinas. Mide 16,5-16,7 milímetros de longitud.